# Saccharum officinarum
Saccharum officinarum (цукрова тростина благородна) — рослина; вид роду цукрова тростина (Saccharum) родини злакові. Використовується людиною, поряд з цукровим буряком, для отримання цукру.

## Поширення
Це багаторічна трав'яниста рослина, що вирощують у численних різновидах у тропіках, від 35° півн. ш. до 30° півд. ш., а в Південній Америці піднімається в гори на висоту до 3000 м.
Цукрова тростина культивована походить, найімовірніше, з Нової Гвінеї. Ця тростина може виростати тільки в тропічних регіонах з відповідним кліматом і ґрунтом.

## Використання
З тростини роблять цукор, ром, кашасу, сік цукрової тростини, біопаливо.